# Aardbeving Californië januari 2010
De aardbeving in Californië op 10 januari 2010 vond plaats om 00:27:39 UTC. Het epicentrum lag ongeveer 37 kilometer ten noordwesten van Ferndale en 47 kilometer ten zuidwesten van Eureka. De kracht bedroeg 6,5 op de schaal van Richter. Het hypocentrum lag op een diepte van 29,3 kilometer. In de eerste uren na de beving deden zich minstens 10 naschokken voor.
Januari: Salomonseilanden (3 januari) · Californië (10 januari) · Haïti (12 januari) -
Februari: Bougainville (1 februari) · Riukiu-eilanden (26 februari) · Chili (27 februari) -
Maart: Taiwan (4 maart) · Sumatra (5 maart) · Turkije (8 maart) · Chili (11 maart) · Japan (14 maart) · Obi-eilanden (14 maart) -
Mei: Sumatra (9 mei) · Vanuatu (27 mei) -
Juni: Papoea (16 juni) -
Oktober: Sumatra (25 oktober)